# Parlement des Junker
Le Parlement des Junker (Junkerparlament en allemand) est l'assemblée générale permanente de la « Verein zur Wahrung der Interessen des Grundbesitzes und zur Förderung des Wohlstands aller Klassen » (association pour la protection des intérêts des propriétaires et pour le confort pour toutes les classes), qui devient plus tard la « Verein zum Schutz des Eigentums » (Association pour la protection de la propriété). Elle se tient pendant la révolution de mars en Prusse et est constitué de conservateurs locaux.

## Structure et objectifs
L'association est fondée le 24 juillet 1848 afin de protéger les intérêts des propriétaires terriens dans le contexte de la Révolution de Mars. Les participants sont quasiment tous des propriétaires terriens, la plupart issus de la noblesse (voir Junker) mais aussi pour 26 % d'entre eux de la bourgeoisie. Beaucoup viennent de la province de Brandebourg. Les meneurs de ce parlement sont Ernst von Bülow-Cummerow, Hans Hugo von Kleist-Retzow, Alexander von Below (de) et Otto von Bismarck.
L'association, présidée par Kleist-Retzow, organise son assemblée générale du 18 au 20 août 1848. De 200 à 300 représentants des propriétaires terriens y participent, ainsi que quelques petits propriétaires et fermiers. Elle décide notamment de changer de nom.
L'objectif principal de l'association est la représentation des intérêts des grands agriculteurs. Elle est dirigée contre le ministre des finances David Hansemann qui prévoit de retirer l'exonération d'impôt des domaines. L'association essaie de rassembler les forces en présence afin de faire masse, elle cherche notamment à réunir toutes les classes pour pouvoir présenter des revendications à la fois économiques et politiques. Elle réclame la protection des classes moyennes et l'amélioration des conditions de vie des ouvriers. Mais si l'association crée finalement quelques liens avec les cercles d'influence catholiques, le rapprochement avec les ouvriers reste un échec.
Les membres actifs de l'assemblée générale ne se dispersent pas et continuent à siéger de manière permanente. Les contemporains nomment déjà cette assemblée : « Parlement des Junker ». Par rapport à l'association concurrente : la Verein für König und Vaterland (association pour le roi et la patrie), elle aussi conservatrice, le parlement des Junker a une influence relativement plus faible.